# Einzelfeuer
Einzelfeuer ist eine waffentechnische Bezeichnung für einen Feuermodus halb- und vollautomatischer oder Repetierwaffen. Hierbei wird bei einmaligem Betätigen des Abzuges jeweils genau ein Schuss abgegeben.

## Repetierwaffen
Repetierwaffen können konstruktionsbedingt nur Einzelfeuer abgeben, da nach jedem Schuss manuell nachgeladen wird.

## Selbstladegewehre und -pistolen
Selbstladegewehre und -pistolen sind nach dem Schuss sofort wieder feuerbereit, während der Schlagbolzen oder Hammer in der gespannten Position arretiert wird. Um den nächsten Schuss abzugeben, muss der Abzug losgelassen und erneut betätigt werden.

## Maschinenwaffen
Maschinenwaffen wie Maschinenpistolen, Sturmgewehre oder Maschinengewehre sind hauptsächlich für Dauerfeuer eingerichtet, können aber in den meisten Fällen mit dem Feuerwahlhebel auch auf Einzelfeuer eingestellt werden. Im Einzelfeuermodus funktionieren sie wie Selbstladegewehre und -pistolen. Dazu verfügen sie über ein Unterbrecher genanntes Bauteil.